# Energidrik
En energidrik er en sodavand, der markedsføres på at indeholde mere energi end en typisk sodavand. Indholdet af drikken er ofte metylxanthiner (f.eks. koffein), taurin,  inositol, carnitin, kreatin, glucuronolacton, B-vitamin og urter (f.eks. ekstrakt af ginkgo biloba, guarana eller ginseng). Visse mærker indeholder sukker, mens andre er kunstigt sødet.
Den kvantitative mængde energi i energidrikke (målt i kalorier) er ofte lavere end i almindelige sodavand. Ifølge amerikanske Marin Institute er der intet videnskabeligt belæg for at hævde, at de ikke-koffeinholdige ingredienser i energidrikke bidrager positivt til den mentale eller fysiske formåen. En undersøgelse viser dog, at energidrikke giver energi og forbedrer den fysiske formåen, men der er fortsat mange kontroverser om energidrikkenes egentlige effekt.
Det blev i november 2009 lovligt i Danmark, at markedsføre salgsenheder på 25 cl med et koffeinindhold på 320 mg/l, hvor grænsen før var 150 mg/l.